# Julens melodier
Julens melodier er et hæfte med melodier til de mest populære julesange og -salmer, udgivet af Vilhelm Hansens forlag fra 1919. Melodierne er tilrettelagt for klaver og har underlagte tekster. Hæftet er udsendt i adskillige oplag siden første udgivelse.

## Indhold[1]
- "Juleklokkerne" (Niels W. Gade)
- "Kimer, I klokker!"
- "Glade jul"
- "Af Højheden oprunden er"
- "Dejlig er jorden"
- "Julen har bragt velsignet bud"
- "Barn Jesus i en krybbe lå"
- "Dejlig er den himmel blå"
- "De hellig tre konger så hjertensglad"
- "Det kimer nu til julefest"
- "Julen har englelyd"
- "En rose så jeg skyde"
- "Den yndigste rose er funden"
- "Et barn er født i Betlehem"
- "Forunderligt at sige"
- "I denne søde juletid"
- "Hjerte løft din glædes vinger"
- "Lad det klinge sødt i sky"
- "In dulci jubilo (En sød og liflig klang)"
- "Højt fra træets grønne top"
- "Sikken voldsom trængsel og alarm"
- "Du dejlige, grønne træ"
- "O jesulil min"
- "Sang omkring juletræet"
- "Der er noget i luften"
- "Vær velkommen, Herrens år"
- "Juletræet galop" (H.C. Lumbye)